# Leucauge argentea
Leucauge argentea là một loài nhện trong họ Tetragnathidae.
Loài này thuộc chi Leucauge. Leucauge argentea được Eugen von Keyserling miêu tả năm 1865.